# Acacia pachycarpa
Acacia pachycarpa är en ärtväxtart som beskrevs av George Bentham. Acacia pachycarpa ingår i släktet akacior, och familjen ärtväxter. Inga underarter finns listade i Catalogue of Life.